# Bobby Charles
Robert „Bobby“ Charles Guidry (* 21. Februar 1938 in Abbeville, Louisiana; † 14. Januar 2010 ebenda) war ein US-amerikanischer Sänger und Komponist, der den Cajun angehörte. Seine Kompositionen, die meist der Swamp-Musik zugeordnet werden, finden sich sowohl unter dem Namen Bobby Charles als auch unter Robert Charles Guidry, Robert Guidry und Charles Guidry.

## Leben und Werk
Bobby Charles wuchs beeinflusst von Cajun-Musik auf und lernte später den Rock ’n’ Roll kennen. Schon als Teenager trat er regelmäßig bei Tanzveranstaltungen mit seiner Band Cardinals auf.

### Die Anfänge als weißer Musiker auf einem „schwarzen Label“
Mit 14 Jahren schrieb er den Titel Later Alligator (bekannter als See You Later, Alligator), Charles Redlich, der Besitzer eines Plattenladens in Crowley und später Besitzer von Viking Records, hörte den Song und ließ Charles Leonard Chess von Chess Records diesen Titel über das Telefon vorspielen. Chess willigte ein, den Titel aufnehmen zu lassen; die Aufnahmen sollten im J&M-Studio von Cosimo Matassa in New Orleans stattfinden. Für die Aufnahmen wurden Musiker wie Alvin Tyler und Lee Allen engagiert, doch Bobby Charles bestand darauf mit seinen Cardinals zu spielen. Chess war mit den Aufnahmen zufrieden und gab Charles einen Plattenvertrag, ohne ihn je getroffen zu haben. So wurde Bobby Charles der einzige weiße Künstler auf einem „schwarzen Label“. Phil Chess, Miteigentümer von Chess Records, traf Charles auf dem Chicagoer Flughafen, seine erste Reaktion war: „You can’t be Bobby Guidry. Leonard’s going to shit but there’s nothing we can do about it now; the record’s already out and it’s a hit.“
Die Single erschien 1955 und erreichte Platz 14 der von Afroamerikanern dominierten R&B-Charts, die zweite Single Only Time Will Tell Platz 11, in die von weißen Musikern dominierten Billboard Hot 100 stiegen seine Aufnahmen nicht ein. Charles ging unterdessen zusammen mit Chuck Berry und Frankie Lymon auf Tournee; als einziger weißer Musiker war er den gleichen Repressalien ausgesetzt wie seine Kollegen. Während eines Auftritts an der University of Mississippi wäre Charles um ein Haar von einer Gruppe von Footballspielern angegriffen worden, lediglich das Eingreifen von Chuck Berry und seinen Musikern konnte schlimmeres verhindern. Während eines Aufenthalts in Birmingham, Alabama, übernachteten Charles und seine Musikerkollegen in einem „schwarzen Hotel“, das in derselben Nacht Opfer eines Brandanschlags wurde.
Im Dezember 1955 wurde See You Later, Alligator von Bill Haley – beim wesentlich größeren Label Decca unter Vertrag – gecovert und wurde zum Hit in den USA (Platz 6 der Hot 100). 1960 wurde seine Komposition Walking to New Orleans mit Fats Domino ebenfalls zum Top-Ten-Hit. Clarence „Frogman“ Henry hatte 1961 seinen größten Erfolg mit einem Bobby-Charles-Titel, er erreichte mit (I Don’t Know Why I Love You) But I Do Platz 4 der US-Charts. Charles veröffentlichte bis in die Mitte der 60er Jahre Singles auf unterschiedlichen Labels (z. B. Imperial Records oder Jewel Records), diese blieben jedoch wenig erfolgreich.

### Bobby Charles undThe Band
Bis zum Anfang der 70er Jahre blieb es still um Charles. Im Sommer 1972 kam Charles unter falschem Namen – er wurde wegen eines Drogenvergehens gesucht – nach Woodstock, New York. Dort hielten sich zu dieser Zeit Musiker wie Paul Butterfield, Geoff Muldaur und Amos Garrett auf, im Nachbarort West Saugerties lebten die Mitglieder von The Band. Über Bassist Jim Colegrove bekam Charles Kontakt zu Albert Grossman, dem ehemaligen Agenten von Bob Dylan und Simon and Garfunkel, dieser versprach sich um Charles rechtliche Probleme zu kümmern, wenn dieser einen Plattenvertrag bei seinem Label Bearsville unterschreiben würde.
1972 veröffentlichte Charles sein selbstbetiteltes Debütalbum, das von The-Band-Bassist Rick Danko und The-Band-Produzent John Simon produziert wurde. Neben Levon Helm, Garth Hudson und Richard Manuel von The Band trugen auch Musiker wie David Sanborn und Mac „Dr. John“ Rebennack zu dem Album bei. Die Kritiken waren zwar gut, der Erfolg des Albums beim Publikum war jedoch gering.
1973 trug Charles noch zu Alben von Paul Butterfield (It All Comes Back) und Eric Von Schmidt (Living On the Trail) bei. Seinen ersten öffentlichen Auftritt nach über 20 Jahren hatte Charles am Thanksgiving 1976 als Teilnehmer am The Last Waltz, dem Abschiedskonzert von The Band. In Martin Scorsese Konzertdokumentation ist Charles, der zusammen mit Dr. John den Titel Down South in New Orleans sang, jedoch nicht zu sehen, allerdings ist der Titel auf dem zugehörigen Album zu hören.
1977 nahm Bearsville ein weiteres Album mit Charles auf, es wurde von Ben Keith produziert. Keith, der auch schon am Vorgängeralbum beteiligte war, wurde durch seine Arbeit als Produzent und Pedal-Steel-Gitarrist für Neil Young bekannt. Als Pianisten konnte man Spooner Oldham gewinnen. Bevor das Album veröffentlicht wurde, trennte sich Charles, der sich zunehmend unwohl fühlte, von Grossman. Charles verabschiedete sich von Grossman mit den Worten: „I can’t say that it was good doing business with you, so I’ll just say adios, motherfucker!“. Das Album erschien nie.
Charles zog sich erneut aus der Öffentlichkeit zurück, seine Kompositionen wurden jedoch von einer Vielzahl von Musikern aufgenommen, darunter Joe Cocker, Ray Charles, Tom Jones, Kris Kristofferson, Bo Diddley u. a.

### Rice ’n’ Gravy
Ende der 80er gründete Charles sein eigenes Label Rice ’n’ Gravy. 1987 erschien – vertrieben von Zensor Records – in Europa das Album Clean Water. Vertrieben über das kanadische Label Stony Plain Records veröffentlichte Charles 1996 das Album Wish You Were Here Right Now, das in Willie Nelsons Studio aufgenommen wurde und neben Nelson auch Beiträge von Neil Young, Fats Domino und Sonny Landreth enthält. 1998 erschien schließlich noch das Album Secrets of the Heart.
Danach wurde es erneut still um Charles. 2004 erschien sein fünftes (Last Train to Memphis) und 2008 sein sechstes Album (Homemade Songs), beide sind Zusammenstellungen von neuen und alten Aufnahmen. Einen persönlichen Schicksalsschlag erlitt Charles im Jahr 2005, sein Haus in Holly Beach, Louisiana, am Golf von Mexiko wurde durch Hurrikan Rita vollkommen zerstört.
Am 14. Januar 2010 brach Charles in seinem Haus in der Nähe von Abbeville zusammen und starb. Nach Angaben einer Vertrauten litt er an Diabetes und Nierenkrebs.
Posthum wurde das Album Timeless veröffentlicht, an dem Charles vor seinem Tod arbeitete. Neben Gitarrist Sonny Landreth war auch Charles’ langjähriger Wegbegleiter Dr. John an den Aufnahmen beteiligt.

## Arbeitstechnik
Bobby Charles hat nie gelernt ein Instrument zu spielen und konnte Noten weder lesen noch schreiben. Seine Kompositionen nahm er üblicherweise mit einem Tonbandgerät auf. Stand ihm dies nicht zur Verfügung sang er auf seinen Anrufbeantworter.

## Kompositionen (Auswahl)
- (I Don’t Know Why I Love You) But I Do (Clarence Henry)
- See You Later, Alligator (Bill Haley)
- Walking to New Orleans (Fats Domino)

## Veröffentlichungen
- 1972: Bobby Charles
- 1987: Clean Water (nur in Europa erschienen)
- 1995: Wish You Were Here Right Now
- 1998: Secrets of the Heart
- 2004: Last Train to Memphis (Zusammenstellung von Aufnahmen aus den Jahren 1975 bis 2001)
- 2008: Homemade Songs
- 2010: Timeless

## Auszeichnungen
- Oktober 2007: Aufnahme in die Louisiana Music Hall of Fame[1]